# Polgármester
A polgármester a helyi önkormányzat választott vezetője számos országban. Magyarországon a polgármester a települési önkormányzat képviselő-testületének elnöke. Képviseli az önkormányzatot illetve a képviselő-testületet harmadik személyek irányában. Budapest fővárosban ezt a tisztséget a főpolgármester tölti be. A megyei önkormányzat esetében a polgármesterrel azonos jogállású a megyei közgyűlés elnöke.

## A tisztség története

### A Pallas nagy lexikonában
- 1. az 1886. XXI. t.-c. szerint a törvényhatósági jogú városoknak első tisztviselője, mint ilyen elnöke a városi tanácsnak, s a főispán akadályoztatása esetében a közgyűlésnek; hatáskörét a hivatkozott törvény részletesen szabályozza.
- 2. Az 1886. XXII. t.-c. szerint a polgármester rendezett tanácsú városokban az elöljáróságnak és a tanácsnak tagja és feje, rendes fizetést kap, amely a tiszti fizetésnél, amely az adott törvényhatóságban a főszolgabírák részére van megállapítva, kisebb nem lehet. Rendes elnöke a közgyűlésnek. A polgármestert városi törvényhatóságokban a törvényhatósági közgyűlés, rendezett tanácsú városokban a képviselőtestület 6 évre választja.
- 3. Budapest székes fővárosi törvényhatóságban, amelynek élén a király által a belügyminiszter ellenjegyzése mellett kijelölt három egyén közül a közgyűlés által 6 évre választott főpolgármester áll, a polgármester a törvényhatóságnak közege, a tanácsnak elnöke, s intézkedik a törvény által hatáskörébe utalt ügyekben. A polgármesteren kivül a székes fővárosban egy, legfeljebb két alpolgármester is van, akik a tanácsnak tagjai. A polgármestert és az alpolgármestereket a bizottság 6 évre, mégpedig a polgármestert általános, az alpolgármestereket viszonylagos szótöbbséggel választja.
- 4. Fiume városi és kerületi törvényhatóságban, amelynek ügyeit az 1886. XXI. t.-c. rendelkezése szerint a törvény újabb rendelkezéséig a fennálló törvényes gyakorlat szerint intézik, polgármester (podesta) a képviselő-testület (rappresentanza di Fiume) elnökének a neve, akit a képviselőtestület saját tagjai közül 6 évre választ.

### A második világháború után
- Magyarországon a hagyományos polgármesteri tisztséget az 1950. évi tanácstörvény törölte el és a tanácsrendszer bevezetésével a polgármesterével nagyrészt megegyező jogkörű tanácselnöki tisztséggel váltotta fel.
- 1990-ben a helyi önkormányzatokról szóló törvény ismét bevezette a polgármesteri tisztséget.

## A polgármester jogállása ma Magyarországon[2][3]
A polgármester megválasztására 1994-ig a helyi önkormányzat képviselő-testülete volt jogosult. 1994 óta a polgármester megválasztása a helyi képviselők megválasztásával egyidejűleg történik. 1994 óta a törvény egy időben lehetővé tette,  hogy a polgármestert egyidejűleg országgyűlési képviselővé válasszák.
A polgármester a jegyző útján irányítja a szakapparátust, a polgármesteri hivatalt. Az állam nem utasíthatja a polgármestert, intézkedéseit csak a közigazgatási hivatal vizsgálhatja a törvényességi felügyelet keretében.
A polgármestert munkájában a helyi képviselő-testület által az ő javaslatára megválasztott egy vagy több alpolgármester segíti.
Budapesten a Fővárosi Önkormányzat élén főpolgármester áll, a kerületi önkormányzatok élén pedig polgármesterek.
A magyar választási rendszer nem zárja ki, hogy egy polgármester egyidejűleg magas párttisztséget viseljen és nem zárja ki az ismételt megválaszthatóságot sem.

## Jogállása a Magyarország helyi önkormányzatairól szóló 2011. évi törvényben
A Magyarország helyi önkormányzatairól szóló 2011. évi CLXXXIX. törvény a polgármester jogállásáról a következőket rendeli:
A polgármester megválasztását követően esküt tesz a képviselő-testület előtt és erről okmányt ír alá. Az eskü szövegét az 1. melléklet tartalmazza. A polgármester jogai és kötelezettségei a megválasztásával keletkeznek, a megbízatás megszűnésével szűnnek meg.
A polgármester tisztségét főállásban vagy társadalmi megbízatásban látja el.
Főállású a polgármester, ha főállású polgármesterként választották meg. A polgármesteri tisztség betöltésének módját a képviselő-testület a megbízatás időtartamán belül egy esetben a polgármester egyetértésével, a szervezeti és működési szabályzat egyidejű módosításával megváltoztathatja.
A képviselő-testület elnöke a polgármester. A polgármester összehívja és vezeti a képviselő-testület ülését, valamint képviseli a képviselő-testületet.
A polgármester tagja a képviselő-testületnek, a képviselő-testület határozatképessége, döntéshozatala, működése szempontjából önkormányzati képviselőnek tekintendő.
A polgármester
- a) a képviselő-testület döntései szerint és saját hatáskörében irányítja a polgármesteri hivatalt, a közös önkormányzati hivatalt;
- b) a jegyző javaslatainak figyelembevételével meghatározza a polgármesteri hivatalnak, a közös önkormányzati hivatalnak feladatait az önkormányzat munkájának a szervezésében, a döntések előkészítésében és végrehajtásában;
- c) dönt a jogszabály által hatáskörébe utalt államigazgatási ügyekben, hatósági hatáskörökben, egyes hatásköreinek gyakorlását átruházhatja az alpolgármesterre, a jegyzőre, a polgármesteri hivatal, a közös önkormányzati hivatal ügyintézőjére;
- d) a jegyző javaslatára előterjesztést nyújt be a képviselő-testületnek a hivatal belső szervezeti tagozódásának, létszámának, munkarendjének, valamint ügyfélfogadási rendjének meghatározására;
- e) a hatáskörébe tartozó ügyekben szabályozza a kiadmányozás rendjét;
- f) gyakorolja a munkáltatói jogokat a jegyző tekintetében;
- g) gyakorolja az egyéb munkáltatói jogokat az alpolgármester és az önkormányzati intézményvezetők tekintetében.[10]

### A polgármester esküjének és fogadalmának szövege
Én, (eskütevő neve) becsületemre és lelkiismeretemre fogadom, hogy Magyarországhoz és annak Alaptörvényéhez hű leszek; jogszabályait megtartom és másokkal is megtartatom; (a tisztség megnevezése) tisztségemből eredő feladataimat (megye vagy település vagy kerület) fejlődésének előmozdítása érdekében lelkiismeretesen teljesítem, tisztségemet a magyar nemzet javára gyakorlom.
 (Az eskütevő meggyőződése szerint)
 Isten engem úgy segéljen!

## Törvénymódosítási javaslat 2020-ban
Dr. Pintér Sándor belügyminiszter nyújtotta be  a Magyarország helyi önkormányzatairól szóló 2011. évi CLXXXIX. törvény módosításáról szóló     T/13270. számú törvényjavaslatot 
A javaslat indokolása szerint 

„Az önkormányzati feladatellátást irányító polgármestereknek is differenciáltabb lett a tevékenysége. Mindezekre tekintettel szükségessé vált a megváltozott feladatellátásukhoz igazítani díjazásukat.
A törvényjavaslat (a továbbiakban: Javaslat) a polgármesterek díjazásának a fentieknek megfelelő korrekciójára irányul. A lakosságszámhoz igazodó kategóriák tekintetében a jelenlegihez képest tovább differenciálja a rendszert, ezáltal a feladatellátás nagyságrendjéhez
képest méltányosabb illetményeket (tiszteletdíjakat) állapít meg. Kiemelendő, hogy a szabályozási javaslat elfogadásával minden településen emelkedni fog a polgármesterek díjazása. Figyelemmel arra, hogy sok településen az önkormányzatoknak csak minimális a
saját bevétele, ezért a Javaslat a korábbi illetmény és a megemelt illetmény közötti összeg központi költségvetésből történő finanszírozása tekintetében az emelés megtérítését differenciáltan biztosítja. A differenciálás alapja az adott település egy főre jutó
adóerőképessége.
A Javaslat az elmúlt időszak tapasztalatait értékelve több koherenciazavart kiküszöbölő rendelkezést tartalmaz, pontosítja a polgár-mesterekre vonatkozó összeférhetetlenségi szabályokat, a képviselő-testület mérlegelési jogkörébe utalja a társadalmi megbízatású
alpolgármester tiszteletdíjának feladatainak nagyságrendjéhez igazodó megállapítását, továbbá rendelkezik a megfelelő átmeneti és hatályba léptető szabályokról.”

Gulyás Gergely Miniszterelnökséget vezető miniszter 2020. április 1-jén bejelentette, hogy a törvényjavaslatot a kormány visszavonja.

### Polgármesterek listái
- Budapest főpolgármestereinek listája
- Esztergom polgármestereinek és tanácselnökeinek listája
- Kecskemét polgármestereinek listája
- Miskolc polgármestereinek listája
- Pécs polgármestereinek listája